# Horizontaleaswindturbine

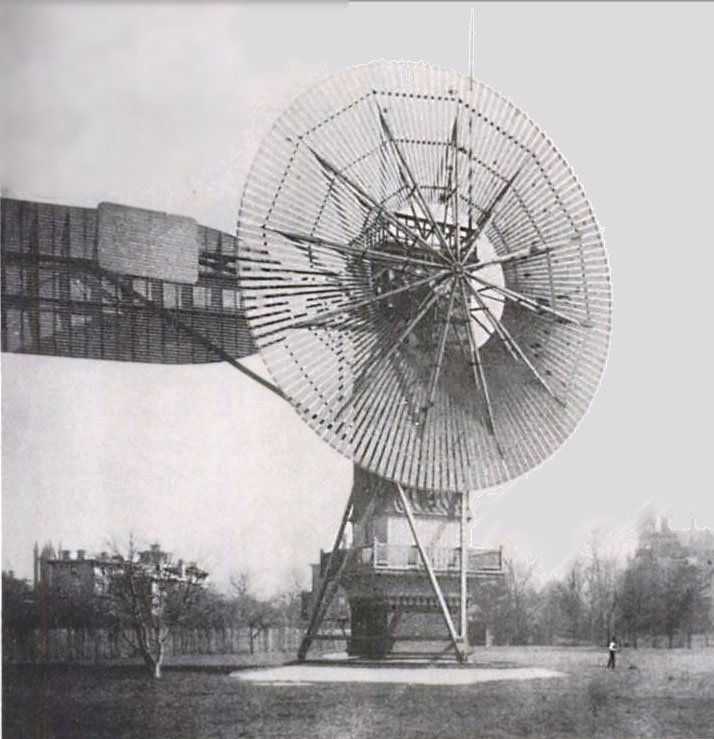
Windturbine van Charles F. Brush in Cleveland, 1887.

Van de horizontaleaswindturbine (HAWT) bestaan, naast de algemeen bekende windturbine, nog enkele minder bekende varianten met een horizontale as.

## Varianten
- 1-bladige windturbine – Monopteros, enkelbladige turbine met contragewicht.
- 2-bladige windturbine - meestal snellopende kleinere turbines
- 3-bladige windturbine – meest toegepaste moderne windturbine.
- 4-bladige windturbine - de neo-klassieke windmolen De Nolet in Schiedam.
- meerbladige windturbine – de Windmotor.
- Energy Ball – bolvormige windmolen, Nederlandse vinding, ontwerper claimt een Venturi-effect.
- Savonius-windturbine - meestal met verticale draaias, kan echter ook met horizontaal liggende draaias uitgevoerd worden, b.v. in de geconcentreerde stromingen, aan dakranden.
- Railwind - windturbines boven spoorlijnen. Eerste pilot in 2012 is voorzien in het Sloegebied bij Vlissingen.[1]
- Venturi-windturbine –met een vleugelvormige mantel om de rotor kan een Venturi-effect opgewekt worden.
- Winglet - door winglets (of tip vanes) aan de uiteinden van de rotorbladen kan eveneens een Venturi-effect worden bereikt. (Dit pad voor verhoging van het vermogen is recent weer in de belangstelling, hoewel het nut niet gezocht moet worden in een vergroting van het vermogen. Voor vergroting van het vermogen is het eenvoudiger en goedkoper om de rotor iets groter te maken).
- Direct Drive – turbine zonder tandwielkast. Omdat er door ontbreken van de tandwielkast vrijwel geen bewegende delen zijn, wordt de gehele turbine veel betrouwbaarder.

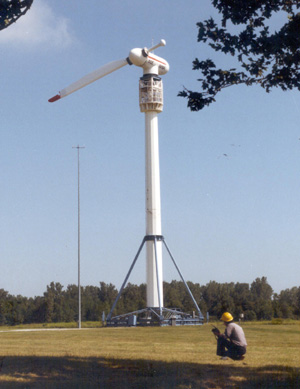
1-bladige windturbine met contragewicht
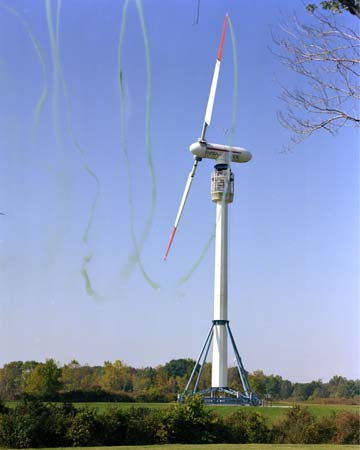
2-bladige windturbine
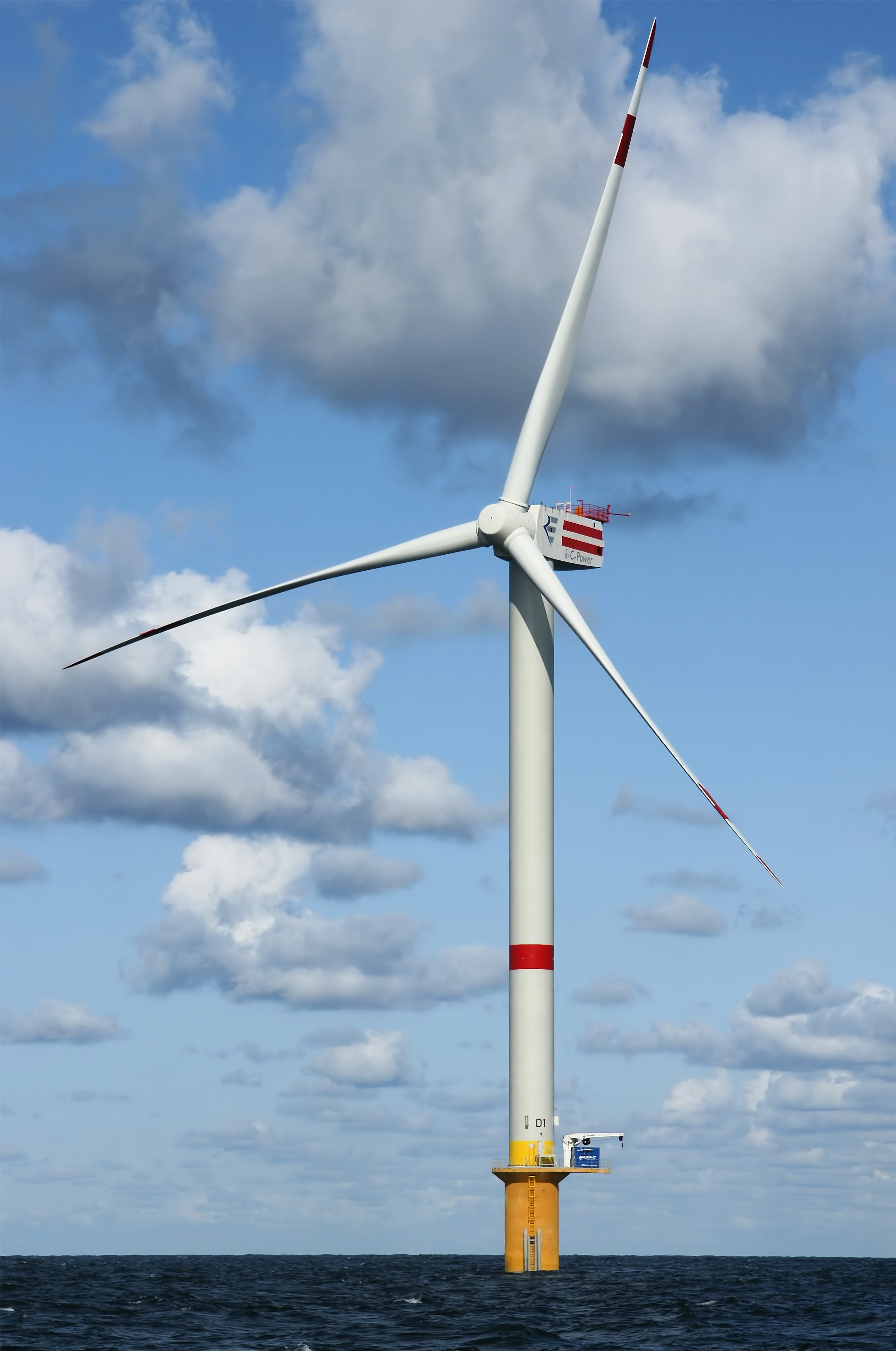
3-bladige windturbine
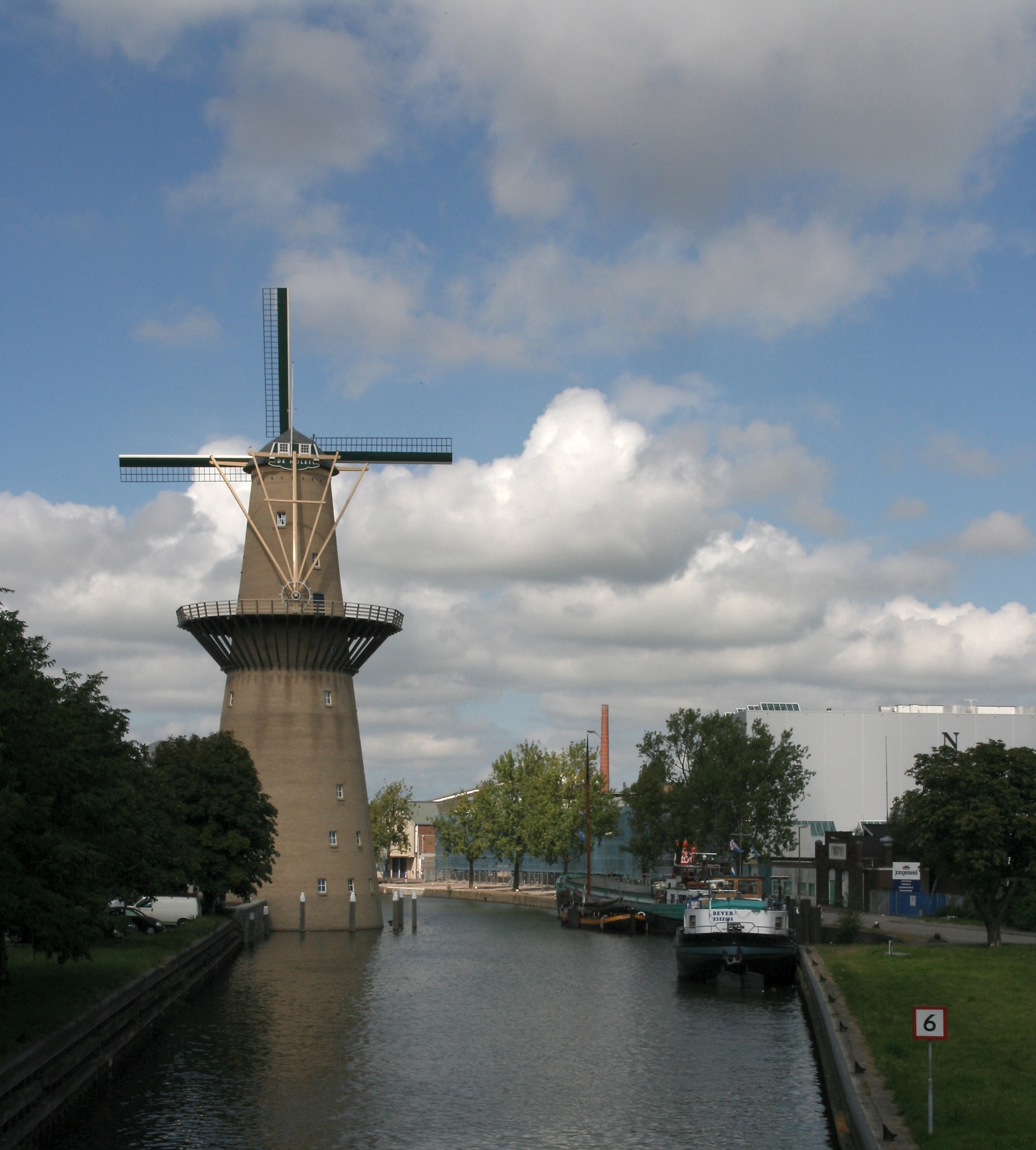
4-bladige Noletmolen
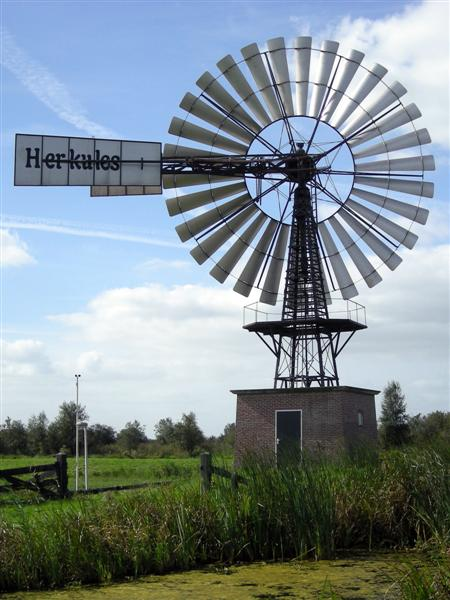
Windmotor
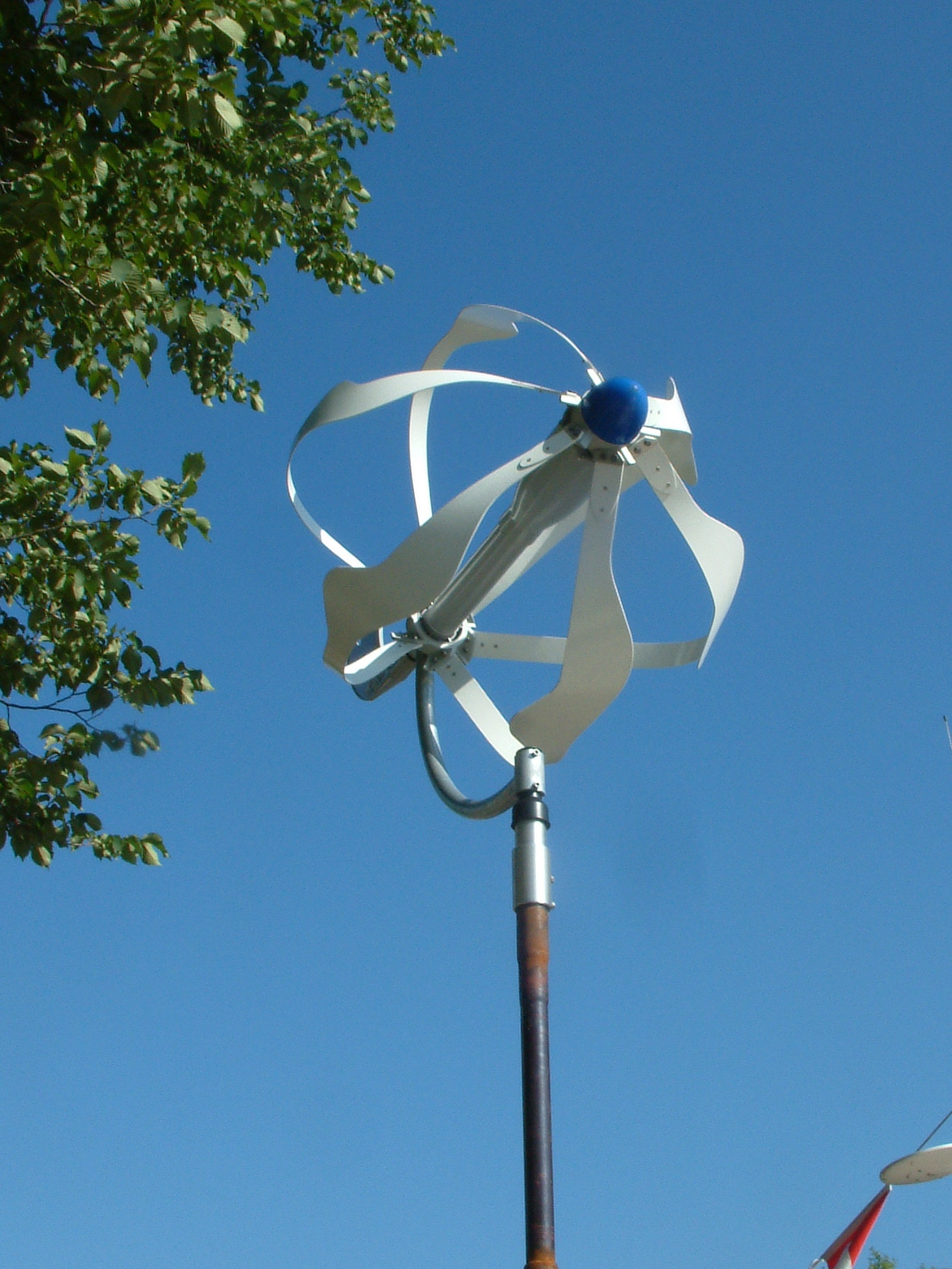
Energy Ball
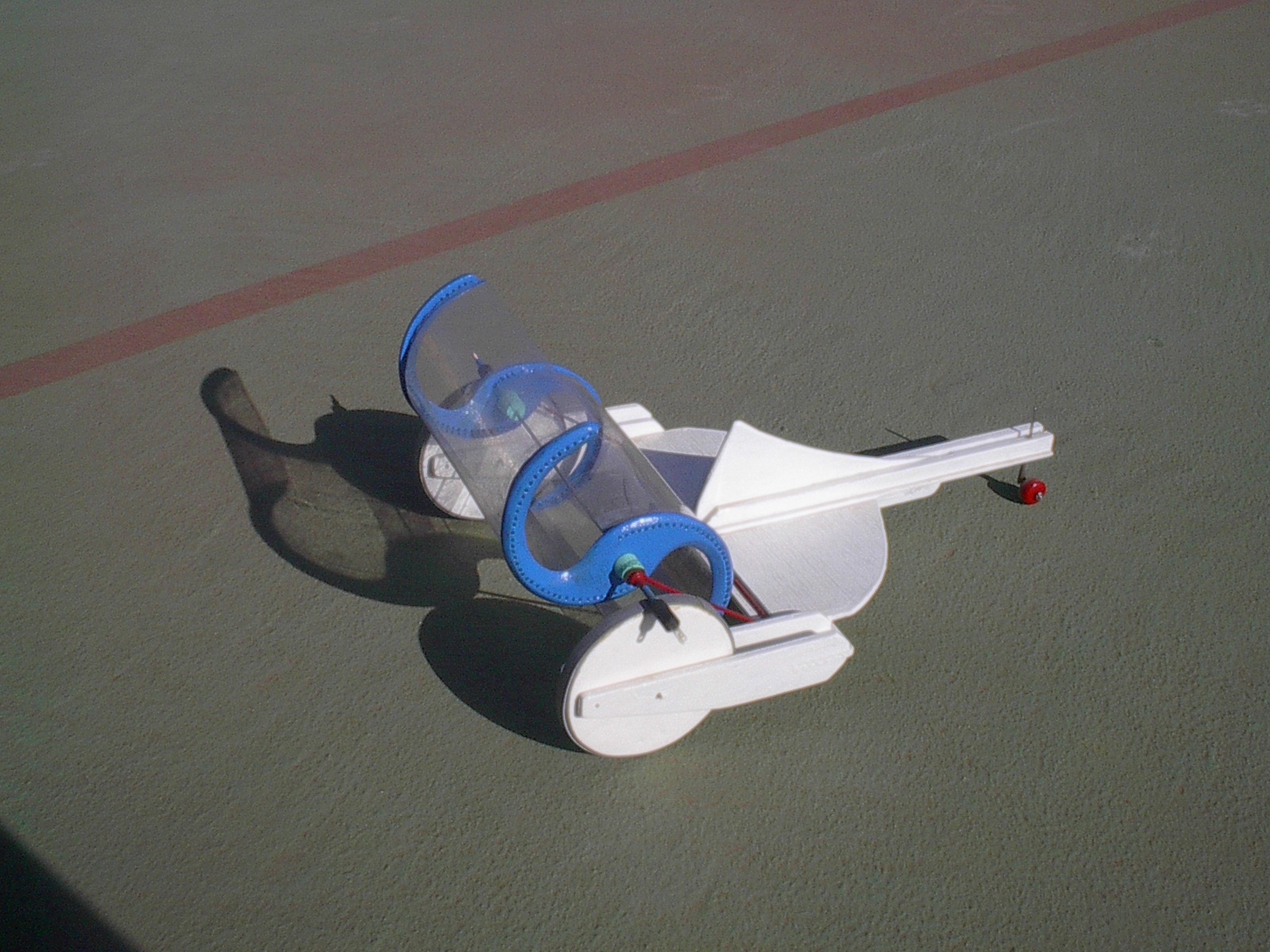
Savonius-rotor
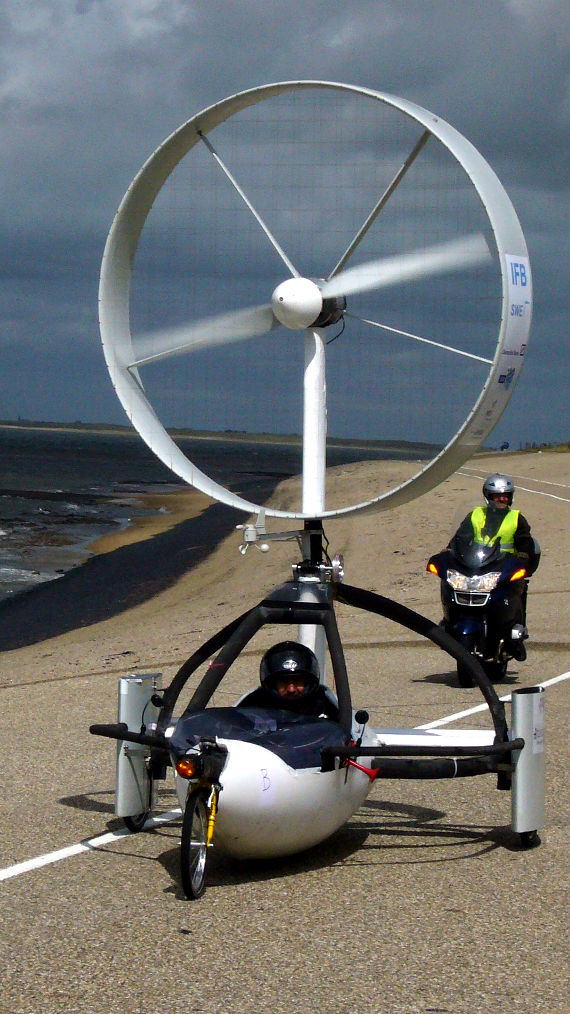
Venturi-windturbine
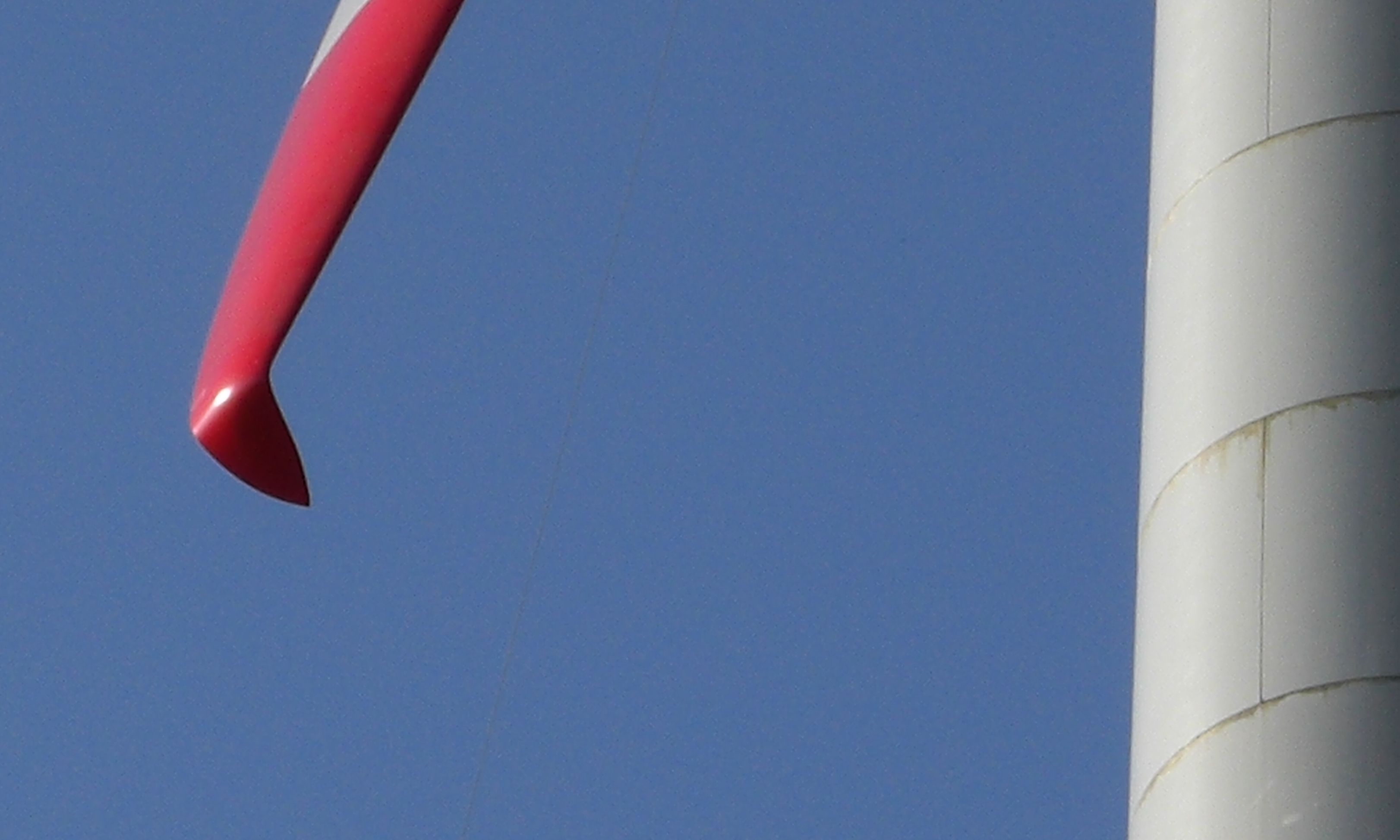
Rotorblad met Winglet

## Opbouw van een moderne windturbine met horizontale as
Een moderne windturbine met horizontale as bestaat van boven naar onder uit:
- Rotor(bladen)
- Nacelle of gondel met daarin:
  - versnellingsbak (Tandwielkast)
  - naaf (Hoofdas)
  - generator
  - krui-installatie
- Mast met daarin:
  - kabels
  - Personenlift of Trappenhuis
- Fundament
- Netaansluiting (Transformator, is in sommige turbines te vinden in de nacelle.)

### Rotorbladen of wieken
De bladen van een windturbine worden rotors of wieken genoemd.
De rotor zet bewegingsenergie van de wind om in een draaiende beweging van de as.
De wieken zijn gevormd volgens hetzelfde principe als een vliegtuigvleugel. In tegenstelling tot wat vaak gedacht wordt, is de opbrengst van een windturbine nauwelijks afhankelijk van het aantal rotorbladen of wieken. In Nederland gebruikten fabrikanten in eerste instantie twee rotorbladen of wieken. Dat is een eenvoudiger constructie. Tegenwoordig gebruiken vrijwel alle fabrikanten drie bladen. Drie bladen belasten de mast gelijkmatiger en ogen veel rustiger.
Bij oudere turbines stonden de rotorbladen of wieken met een vaste instelhoek ten opzichte van de as. De vorm van de wieken was zodanig gekozen dat bij zeer hoge windsnelheden er turbulentie rond de bladen ontstond die de beweging stilzette. Tegenwoordig kunnen de wieken draaien over hun lengteas. Daardoor kunnen ze bij elke windsnelheid de optimale stand hebben, waardoor een optimale opbrengst bereikt wordt. Bij windsnelheden boven windkracht tien kunnen de rotorbladen geleidelijk uit de wind worden gedraaid. Dat is minder belastend voor het elektriciteitsnet dan het plotselinge afschakelen van overtrekbeveiligde turbines en vergroot de opbrengst. Deze installatie wordt ook de pitch genoemd; aan de binnenzijde van ieder rotorblad zit een tandwielprofiel dat met een kleiner tandwiel, aangedreven door een elektromotor, wordt verdraaid.
De rotorbladen of wieken zijn altijd naar de wind toegekeerd. Er is ook geëxperimenteerd met zogenaamde downwindmachines maar die hadden als nadeel dat de bladen zich dan in het zog van de mast bevinden. De turbulentie in dit zog vermindert de opbrengst en zorgt voor extra veel (ongewenst) geluid. Bovendien zorgt de asymmetrische belasting van de wieken voor versnelde slijtage.

### Draairichting
Een traditionele Nederlandse windmolen draait steevast linksom, bezien met de wind in de rug. Een moderne windturbine draait op het Noordelijk halfrond echter meestal rechtsom (met de wijzers van de klok mee). De exacte reden hiervoor is niet bekend. Zo zijn er meerdere verklaringen voor.
Een van deze zegt dat een rechtsdraaiende windturbine extra rendement geeft, doordat de wind met het stijgen van de hoogte ruimt: tussen de boven- en onderkant van de draaicirkel van de rotorbladen kan de windhoek zo'n 5 tot 20 graden verschillen. 
Volgens de wet van Buys Ballot wijkt de wind op het Noordelijk halfrond namelijk naar rechts af. Dit effect wordt enigszins tegengegaan door de wrijving met de aarde. Het gevolg is dat de wind niet alleen loodrecht op het wiekenkruis invalt, maar iets van opzij, en wel zodanig dat de wieken worden voortgeduwd als ze rechtsom draaien.
Tegenwoordig zou dit effect niet meer van toepassing zijn aangezien voor de smalle molenpalen de aerodynamica voor rechts- en linksdraaiende turbines gelijk is en ook de tandwielkasten en generatoren werken in beide richtingen even goed. Het voordeel van de ruimende wind valt daarmee weg: met elektromotoren kun je de wieken van windturbines alle kanten op zetten. Er wordt dan ook aangenomen dat de draairichting van windturbines een conventie is.

### Gondel of nacelle
De gondel is de behuizing op de mast waarin zich de meeste apparatuur bevindt. Steeds meer fabrikanten geven hun gondel een aerodynamische vorm om zo de opbrengst verder te vergroten.

### Tandwielkast
De rotatiesnelheid van de rotor is eigenlijk te laag om de generator op de noodzakelijke 50 Hz te laten draaien. De meeste windturbines hebben daarom een tandwielkast. Deze tandwielkast werkt als een versnellingsbak. Sommige windturbines hebben een zogenaamde ringgenerator die maakt dat een tandwielkast overbodig is.

### Naaf
Verbinding tussen de bladen en de as.

### Generator
De generator zet de beweging van de as om in elektriciteit, en levert de opgewekte stroom aan het openbare net. Het werkingsprincipe - een magneet draait in een spoel, is gelijk aan dat van een fietsdynamo.
Daarnaast zijn er windturbines met een dubbel toerental-generator, deze veroorzaken minder geluidsoverlast en hebben een hoger rendement bij lage windsnelheden.
De modernste windturbines gebruiken een direct aangedreven generator. Doordat de tandwielkast ontbreekt wordt de gehele turbine veel betrouwbaarder (vrijwel geen bewegende delen). Omdat de generator dus even langzaam loopt als de rotor, zal deze een groot koppel moeten opbrengen. Het Nederlandse bedrijf Lagerwey Wind (zie ook Lagerwey) heeft een model met een vermogen van 2 MW en een rotordiameter van 82 m. Doordat het toerental beneden de 20 rpm ligt, is een koppel vereist van boven 1.000.000 Nm.

### Krui-installatie
De krui-installatie zorgt ervoor dat de rotor steeds naar de wind gericht blijft. Het kan voorkomen dat de wind een paar keer in dezelfde richting helemaal rondgedraaid is. Het mechaniek volgt de wind. Om te voorkomen dat de kabels in de mast dan te veel in elkaar draaien, draait de gondel dan een paar keer om zijn as tot de kabels weer goed hangen.

### Mast
In Europa zijn vrijwel alle masten gesloten metalen cilinders. Vakwerkmasten zoals van elektriciteitsmasten zijn ook mogelijk. Die worden bijvoorbeeld op het platteland van India gebruikt waar de wegen niet goed genoeg zijn om de grote onderdelen van gesloten masten mee te vervoeren.
Hoewel vakwerkmasten door sommigen als minder mooi worden ervaren, bespaart dit type wel materiaal.

### Netaansluiting
Tot het einde van de jaren negentig waren de generators direct op het elektriciteitsnet aangesloten. Zo'n aansluiting is eigenlijk alleen mogelijk met een klein percentage windenergie in combinatie met een net met voldoende conventionele capaciteit om de frequentie van het net constant te houden. De reeds genoemde verstelling van de hoek van de rotorbladen maakte ondanks het constante toerental een aanpassing aan variabele windsnelheid mogelijk. Vandaag de dag maken vrijwel alle fabrikanten gebruik van zogenaamde variabele snelheidstechnologie. Dat houdt in dat een deel of alle stroom van de generator via een AC-DC-AC-omvormer wordt geleid. De windturbine geeft daardoor stroom met de gewenste frequentie af, zonder dat gewone centrales zogenaamde blindstroom hoeven te leveren. Met zo'n aansluiting kan de snelheid van de rotor variëren, hetgeen tot een optimale benutting van de beschikbare windenergie leidt. De meest toegepaste techniek voor grotere vermogens is gebruik van een zogenaamde dubbel gevoede inductiegenerator. Daarbij wordt de stator van de generator direct met het net verbonden. De rotor wordt via sleepcontacten bekrachtigd met een wisselspanning met een variabele frequentie, afhankelijk van het gewenste toerental. Het voordeel is dat slechts een klein deel van het vermogen (afhankelijk van het toerental) via een AC-DC AC omzetter geleid hoeft te worden. Het rendement bij lagere toerentallen is echter wat lager.
De laatste jaren worden permanent magneet-direct-drivegeneratoren (zonder tandwielkast) ook voor de grootste vermogens toegepast. Hierbij moet het gehele vermogen via AC-DC-AC-omzetters worden omgezet. De grootste vermogens onshore turbines zijn momenteel het type E126 van het Duitse Enercon, waarvan de oorspronkelijke 6MW-rating, na voortgaande verbeteringen, is opgetrokken: sinds 25 november 2009 is de Enercon E-126 formeel een 7MW-windturbine; bovendien werd in januari 2010 bevestigd in het tijdschrift Windblatt van Enercon dat de E126-turbines eerlangs met 7,5 MW nominaal vermogen kunnen worden aangeboden. Deze turbines gebruiken direct-drive-synchronegeneratoren met bekrachtigde ringrotor, die meer regelmogelijkheden biedt. 's Werelds meest vermogende onshore windturbine, 7,5 MW, afkomstig van Enercon, geplaatst in opdracht van Duitse energieonderzoeksbureau Juwi, is op 23 november 2010 aangesloten op het Duitse elektriciteitsnet in Donnersberg, Rheinland-Pfalz. De mast is 135 meter hoog.
Het Duitse bedrijf REpower gebruikt voor zijn 6M-turbine van 6,15 MW nominaal vermogen, waarvan er 3 prototypes werden gebouwd in 2009, een dubbelgevoede inductiegenerator. Deze turbine kan ook offshore ingezet worden. Er zijn door netbeheerders de laatste jaren strenge normen opgesteld, bijvoorbeeld ten aanzien van de eisen waaraan de netvoeding door windturbines moet voldoen bij netfouten zoals korte netspanningsdaling, korte netspanningsonderbreking en frequentieafwijkingen. Ook kunnen via een SCADA-systeem door de netbeheerder wenswaardes voor arbeidsfactor of gewenst vermogen worden doorgegeven. Voor offshore windfarms kunnen andere concepten van vermogensomzetting gebruikt worden. Het kan bijvoorbeeld aantrekkelijk zijn voor transport van de elektrische energie naar land hoogspanningsgelijkstroom (HVDC) te gebruiken.